# Taix Timur
Taix Timur o Tash Timur fou un suposat kan de l'Horda d'Or. Només es coneix per una moneda i hauria cogovernat amb Toktamix vers el 1394. Aquest Taix Timur podria ser germà de Ulugh Muhammad Khan (més tard kan) i fill d'Hasan Beg Khan, l'antic kan de l'Horda d'Or (la part occidental també Horda Blanca).
El 1394/1395 apareix una moneda amb els noms de Toktamix a un costat i de Taix Timur a l'altra. Podria ser un dels pretendents que disputaven el tron a Toktamix, amb el que hauria arribat a alguna mena d'acord que en tot cas no fou de llarga durada i a tot tardar s'hauria acabat el 1395 en la campanya de Tamerlà. El seu govern hauria estat en algun lloc a la part occidental.